# Emilia Contessa
Pour les articles homonymes, voir Contessa.
Nur Indah Cintra Sukma Munsyi, dite Emilia Contessa ou Emilia Hasan, est une actrice, chanteuse et femme politique indonésienne, née le 23 septembre 1957 à Banyuwangi (Java oriental) où elle meurt le 27 janvier 2025.

## Carrière
Née d'une mère javanaise et d'un père pakistano-indonésien, Emilia est depuis l'enfance passionnée par le chant. Jeune, elle passe déjà une grande partie de son temps libre à chanter. Ses parents Hasan Ali et Anna Suriani prennent progressivement conscience du potentiel d'Emilia et c'est sa mère qui l'encourage à poursuivre dans cette voie, notamment en la faisant chanter, à l'occasion de divers événements dans sa ville natale.
Ce n'est qu'après avoir déménagé à Jakarta à la fin des années 1960, que sa vie commence à changer. En 1975, le magazine Asiaweek lui donne le surnom de « Lion Stage Asia ». Tout au long de sa carrière, Emilia Contessa collabore avec de nombreuses personnalités de la chanson indonésienne telles que A. Riyanto, Benyamin Sueb, Broery Marantika ou encore Melly Goeslaw.
Depuis le début des années 2000, Emilia s'est retirée du monde du Showbizz pour entrer, avec les encouragements de son troisième mari, en politique.

## Vie privée
Après avoir été longtemps proche du chanteur Broery durant des années sans pour autant qu'une relation ne soit explicitement révélée au public, Emilia se marie pour la première fois en 1976, secrètement, avec Rio Tambunan (1934-2003), un ancien chef du département du territoire de Jakarta, mais le mariage ne dure pas et le divorce est conclu en 1983. De cette union sont issus deux enfants : une fille Denada Elizabeth Anggia Ayu, née en 1978, — qui a par ailleurs suivi les traces de sa mère en devenant à son tour chanteuse depuis les années 1990, — et un fils, Enrico Whenry Rizky, né en 1980.
De famille musulmane, Emilia Contessa se convertit d'abord au christianisme à l'âge de dix-neuf ans, quand elle épouse Rio Tambunan. Toutefois, elle revient à sa religion natale en 1988, au moment de son second mariage avec Abdullah Surkaty, un magnat du pétrole. Elle lui donne la même année un troisième enfant, un fils nommé Muhammad Abdullah Surkaty. Cette conversion n'a toutefois  jamais été clairement établie, au point que de nombreuses sources défendent qu'elle n'a jamais eu lieu, avançant qu'elle ne se serait pas convertie lors de son premier mariage. Le second mariage est plus court que le précédent et se termine rapidement par un divorce en 1992.
Emilia se remarie alors pour la troisième fois, peu de temps après avec Ussama Bin Muhammad Al-Hadar, un veuf qui avait déjà eu deux enfants issus d'un précédent mariage. De cette union, Emilia donne naissance en 1999 à son quatrième et dernier enfant, Kaisar Hadi Haggy Al-Hadar. Le mariage, qui devait initialement se terminer par un divorce en mars 2011 après qu'Emilia ait entamé la procédure en décembre 2010, reste néanmoins durable après que le couple ait décidé, sur un commun accord, de poursuivre une vie commune.
À la suite de son premier divorce, de nombreuses rumeurs affirment qu'elle aurait secrètement été mariée avec l'acteur Mark Sungkar. Ce dernier aurait été son amant depuis 1980 et serait en partie responsable de son divorce avec Rio Tambunan. Emilia a toutefois démenti ces rumeurs à plusieurs reprises bien que certaines preuves accumulées par les médias au fil des années aient attesté le contraire.

## Filmographie

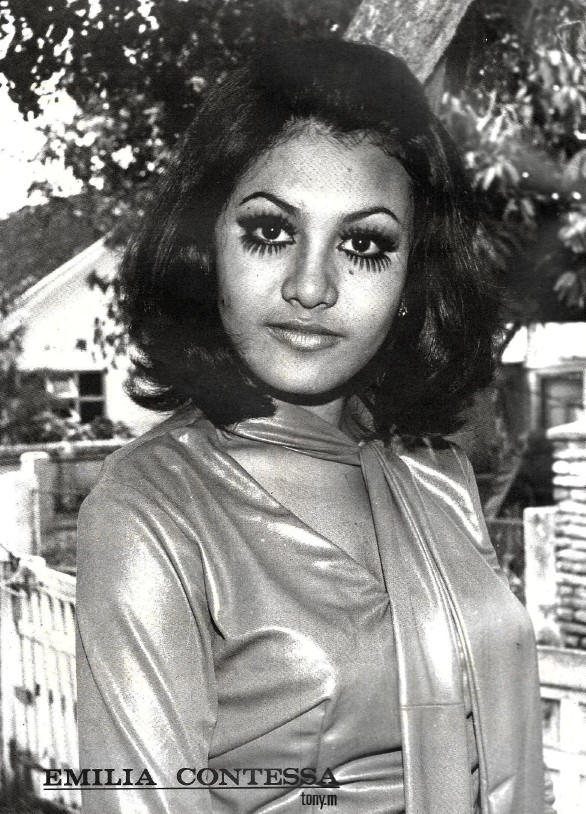
Emilia Contessa en 1971.

- 1971 : Brandal-Brandal metropolitan
- 1971 : Tanah gersang
- 1972 : Pelangi di langit singosari
- 1972 : Takkan kulepaskan
- 1972 : Perkawinan
- 1972 : Dalam sinar matanya
- 1973 : Dosa di atas dosa
- 1973 : Akhir sebuan mimpi
- 1973 : Tokoh
- 1973 : Perempuan
- 1974 : Calon sarjana
- 1974 : Aku mau hidup
- 1974 : Pilih menantu
- 1974 : Ratapan anak tiri
- 1974 : Tangisan ibu tiri
- 1974 : Tetesan air mata ibu
- 1975 : Benyamin raja lenong
- 1975 : Senja di pantai losari
- 1986 : Memble tapi kece

## Discographie

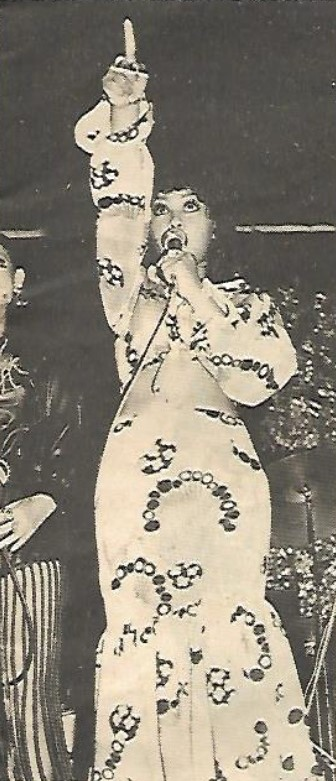
Emilia Contessa sur scène en 1971.

### Albums
- Yatim piatu
- Sudah Kucoba
- Masa Depan
- Burung Sangkar
- Katakanlah
- Untuk Apa
- Malam Yang Dingin
- Pak Ketipak Ketipung
- Mimpi Sedih (1973)
- Sio Mama
- Hitam Manis
- Penasaran (1975)
- Bimbi
- Kegagalan Cinta
- Main Tali
- Penghibur Hati
- Layu Sebelum Berkembang (1985)
- Setangkai Bunga Anggrek (1985)
- Nasib Pengembara
- Samudera Shalawat (2000)